# Commandement unifié de l'Intifada
Le Commandement unifié de l'Intifada, appelé également Commandement national unifié, est une organisation formée en 1987 par les comités populaires pour diriger la première Intifada qui a éclaté d'une manière spontanée. Côté OLP, on ne trouvait que ses quatre principales factions : le Fatah, le Front démocratique pour la libération de la Palestine, le Front populaire de libération de la Palestine et le Parti communiste. Les actions du commandement ne dépendaient pas de la direction de l'OLP qui se trouvait à Tunis. Ses membres affirmaient leur loyauté à l'égard de l'OLP mais remettaient en cause l'infaillibilité de ses dirigeants. L'OLP et Israël furent alors contraint de s'accommoder d'un nouveau partenaire qui a imposé dans les territoires occupés une nouvelle manière d'agir et une autre conception de la population qui est devenue plus autonome et qui dirigeait le combat contre Israël à son propre titre. Les membres du commandement ont gardé l'anonymat et sont inconnus à la majorité des Palestiniens. Leur participation fut tenue secrète après leur arrestation et leur expulsion par Israël.

## Création
Pendant un mois, chaque organisation de l'OLP a agi indépendamment des autres tandis que les notabilités officielles avouaient publiquement leur complète marginalisation. Ce n'est qu'au terme du premier mois du soulèvement que jaillit, concomitamment mais de façon indépendante, l'idée de mettre en place un commandement commun aux partisans de l'OLP ; l'idée, en effet, n'est pas le fruit d'une décision prise par les échelons les plus élevés des organisations concernées ou d'une discussion entre les organisations membres de l'OLP. Le communiqué qui constitue le premier appel de cette structure nouvelle est en réalité un texte unilatéral du Fath, signé des « Forces Nationales [ou Patriotiques] Palestiniennes » (Al-Quwâ al-Wataniyya al-Filastîniyya). Daté du 8 janvier, CNU01 aurait été rédigé par Abdallah Awad, Salah Zuhayka, le Révérend 'Uda Rantîsî, et Sari Nusseibeh. Ce communiqué a été imprimé chez les frères Mûsâ  et 'Alî (36 ans) Darwîch, imprimeurs habituels de mouvements politiques divers, à Isawiyyeh dans la banlieue de Jérusalem.

## Lutte avec l'OLP
Dès son apparition le commandement fut contraint à la clandestinité, non seulement pour échapper aux Israéliens mais aussi aux chefs en exil de l'OLP qui craignaient de voir un sous-commandement les remplacer dans les territoires. Pour eux, le commandement unifié de l'Intifada doit suivre et exécuter les décisions de la direction en exil. Arafat exigea par exemple que les tracts distribués par le commandement portent la signature de l'OLP à côté du titre du Commandement. 
Une polémique éclate sur le statut du Commandement. Arafat le définit comme un simple bras de l'OLP c’est-à-dire un instrument d'exécution dépourvu de tout pouvoir propre ce que refusent les partisans du commandement. Un assistant de l'Université de Bir Zeit  tenta de proposer une formule selon laquelle le commandement serait défini comme « l'un des organes » ou « une partie du corps » de l'OLP ce que refuse la direction de l'OLP car cela signifie que les membres du Commandement sont des partenaires dotés d'un certain pouvoir et non pas comme des personnes qui exécutent simplement des ordres.
Dans cette situation, la direction du Commandement perd son indépendance et aucun de ses membres ne peut se présenter comme un héros de l'Intifada. En plus Arafat s'opposa à toute mobilisation de l'opinion en leur faveur. Pour le Commandement, il explique sa conception par ses premiers communiquées (CNU02 et CNU01) : l'OLP détermine les objectifs politiques et gère la diplomatie palestinienne, et au Commandement de structurer la mobilisation dans les Territoires et de lui assigner ses objectifs ponctuels. Selon cette conception, il n'y a pas assujettissement mais partage des tâches.

## Fonctionnement
Vers la moitié de l'année 1987, avant l'éclatement de la Première Intifada, Fayçal Husseini optait pour l'idée de créer une direction centrale pour diriger les différents comités de coordination. Ce travail fut interrompu à la suite de son arrestation ce qui permit au Commandement de remplir ce vide. Certains comme Muhammad Labadi la voyaient comme une organisation capable de donner des ordres aux différentes organisations qui se trouvaient dans les territoires, alors que le Fatah la voyait plutôt comme une affirmation des revendications de la population. Les différents partis se mettent alors d'accord pour lui donner la fonction de guide à l'ensemble des Palestiniens des territoires occupés. Le Front démocratique pour la libération de la Palestine propose d'organiser des élections secrètes pour désigner ces membres mais cette idée fut abandonnée car elle était difficile à organiser.
Chacune des quatre organisations qui forment l'OLP doit alors nommer un représentant. Les quatre représentants ont le même statut quel que soit le poids de l'organisation et les plus petites organisations comme le Parti communiste avaient le droit de véto. Le Commandement n'a pas de président mais il était régi par un système de rotation et chaque organisation dirigeait des membres indépendamment des autres.

## Commandement de Gaza
Peu après la création du Commandement unifié de l'Intifada en Cisjordanie, Le FDLP créa un commandement similaire dans la bande de Gaza et cela grâce à Muhammad Labadi qui en amorça le processus à travers son beau-frère Jamal Zakut, militant actif du FDLP, qui parla de cette idée à Tawfiq Abou Housah. Jamal Zakut imaginait une organisation comprenant tous les représentants des organisations de la bande de Gaza. Cette branche se définit dans un de ses communiqués comme une « large coalition de combat suscitée par le soulèvement » qui « se compose des principales forces actives dans les Territoires occupés représentées au sein de l'OLP […] ainsi que d'autres forces nationalistes (ou patriotiques) […] et des forces patriotiques religieuses engagées dans le programme de l'OLP » et considère que sa tâche est d'« assumer la responsabilité du choix des formes du soulèvement et de ses revendications en s'appuyant sur la réalité concrète de l'Intérieur ». 
La première réunion du Commandement fut organisée au domicile de Jamal Zakut.  Le Jihad islamique impose pour joindre le mouvement de mettre la signature de leur faction à côté de celle du Commandement dans tous les tracts et ont même essayé que les communiqués commencent par « Au nom d'Allah le miséricordieux » ce que le Parti communiste refuse en justifiant que les manifestes était d'ordre politique et non pas religieux. Les membres de la branche, excepté du représentant du Parti communiste, de Gaza étaient plus jeunes que ceux de Cisjordanie et ses tracts sont une copie exacte de ceux imprimés par le Commandement de Cisjordanie. Mais le Commandement de Gaza ne parvint jamais à avoir la même stature que la branche cisjordanienne et son influence resta limitée.
Vers mi-février 1988, le Shin Beth mit un terme au groupe et Jamal Zakut le premier à être interrogé mais refuse de parler ou de collaborer qu'après les confessions des trois autres membres du mouvement et fut ensuite déporté, le seul du groupe à l’être, au Liban. Le Commandement de Gaza publiera ensuite de façon épisodique des communiqués comme simple branche correspondante du Commandement central qui se trouve lui dans la conurbation de Jérusalem.

## Les composantes du Commandement

### Fatah
Le volant de l'Intifada était principalement entre les mains du Fatah qui oscillait entre la ligne politique dure du Front populaire et modérée des communistes.

### Parti communiste de Palestine
Contrairement aux autres organisations palestiniennes, le Parti communiste de Palestine était dirigé par des gens qui vivaient dans les territoires, il n'avait pas d'instructions à recevoir et ne dépendait pas de bureaux exécutifs exilés à l'étranger. Son leader Bashir Barghouti qualifiait le Commandement d'« excrément bureaucratique » et le voyait comme un «exemple affligeant» de la manière dont l'OLP cherchait à imposer ses volontés du sommet. Les membres du parti critiquaient l'obéissance de certains membres du Commandement au moindre propos d'Arafat car selon eux les dirigeants à Tunis ignoraient la situation réelle dans les territoires et sont incapables de gérer l'Intifada. Ils exigeaient alors une pleine liberté d'initiative. Malgré les réserves, le parti ne refusa pas d'entrer au Commandement mais fit sentir qu'il ne partageait pas les idées des autres organisations ainsi que leur manière d'agir. 
Le  parti fut utilisé notamment pour les actions rapides car sa structure et la présence de ses dirigeants dans les territoires occupés lui ont permis une exécution efficace des ordres. Le parti était en faveur d'une Intifada non violente. Il s'oppose aux demandes du Front populaires qui étaient en faveur de l'escalade des violences préférant le déploiement de leurs énergies dans l'organisation de l'opinion notamment dans le journal du parti « Al Watan » qui promouvait la reconnaissance de l'État d'Israël dans ses frontières de 1967 et la dissociation avec le « terrorisme ». Le parti appela aussi à publier un manifeste en hébreu afin de toucher la population israélienne ce que refusa le front populaire. Dans les questions politiques, les communistes se retrouvaient seuls. Ils s'opposaient aux idées appelant à la destruction de l'administration civile et à la rupture avec l'économie israélienne. Pour eux les frontières du futur État palestinien se situaient à la ligne verte et ils voyaient l'Intifada  comme un combat dirigé contre l'occupation et non contre l'existence d'Israël, mais leurs efforts n'aboutirent à rien et se trouvèrent confrontés aux autres groupes qui s'opposaient à toute modération de leur ligne politique. Le front populaire à travers la voix de Abou Ali Mustafa accusa alors le parti de trahir la ligne officielle de l'OLP en prônant des discussions directes avec Israël, la reconnaissance mutuelle et l'acception des frontières de 1967.

## Documentation
- Zeev Schiff, Yaari Ehud, Intifada, Simon & Schuster  (ISBN 978-0671710538)